# Georges Mailfert
Georges Mailfert est un lieutenant colonel de l'armée française, as de l'aviation de la Première Guerre mondiale.

## Biographie
Georges Mailfert est né à Châtillon-sur-Seine le 21 décembre 1875 et mort le 10 janvier 1939,.

## Carrière militaire
Engagé dès 18 ans au 60° Régiment d'infanterie de Besançon Georges Mailfert est nommé lieutenant en 1904 et capitaine en 1913
Il obtient son brevet de pilote civil avec Roland Garros le 19 juillet 1910 et le brevet militaire N°19 le 27 juillet 1911.
À la déclaration de guerre il est affecté au camp de Châlons puis comme pilote de réserve à l'escadrille 13 du Camp retranché de Paris. Lors de sa constitution l'escadrille HF 28, dotée de quatre Farman 20, un Farman 22 et un Breguet 13 AG4 est placée sous ses ordres et engagée un mois plus tard dans la bataille de Picardie. Le 8 janvier 1915, ses pilotes sont envoyés à Saint-Cyr pour être formés sur Caudron G.3. Elle devient alors escadrille C 28 sous les ordres du capitaine André Volmerange qui lui succède. Divers commandements lui sont ensuite confiés (escadrille MF5 le 7 septembre 1916 puis H28) où il effectue de nombreux vols de combat.
En 1920, il est nommé directeur du magasin général d'aviation de Romorantin d'où il intervient également dans le domaine de prévention et la surveillance des incendies. À ce titre il représente le ministre de l'Air en 1930 au congrès de l'assurance des forêts contre l'incendie.
Nommé lieutenant-colonel, il effectue son dernier vol comme pilote sur Breguet 14 en novembre 1923. Il totalisait plus de 740 heures de vol lors de son départ en retraite le 28 décembre 1932.

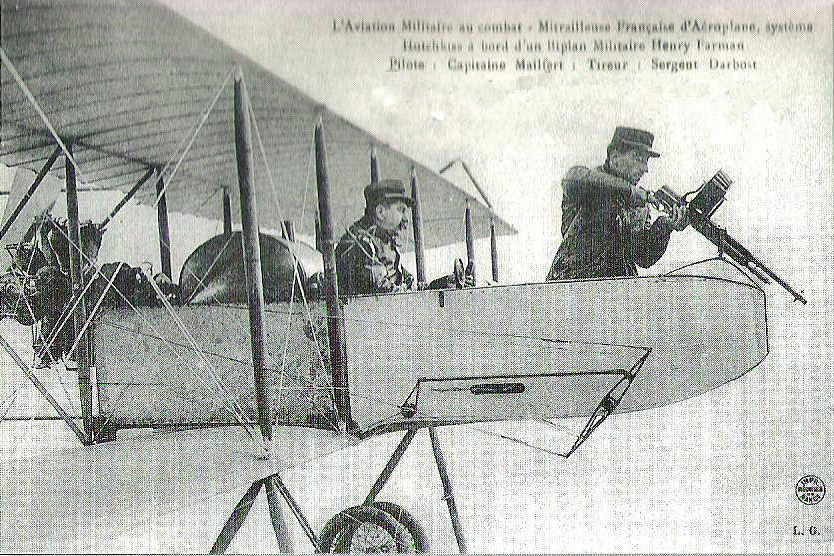
Le lieutenant Mailfert et le mitrailleur Darbois.

## Innovations techniques
En août 1911 il effectue avec succès la première mission aérienne de reconnaissance avec réglage effectif d'artillerie puis monte la première mitrailleuse sur un avion Farman et invente le premier système d'éjection de douilles.

## Notoriété
Georges Mailfert, qui figure dans l'annuaire des Vieilles tiges de 1924 est :
- commandeur de la Légion d'honneur (1932),
- titulaire de la Médaille militaire

Légion d'honneur.
Médaille militaire.

Il est parrain de la Base aérienne 273 de 1961 à 2002 et depuis du Détachement air 273 Romorantin-Pruniers de Romorantin.